# Saint-Paul-sur-Ubaye
Saint-Paul-sur-Ubaye település Franciaországban, Alpes-de-Haute-Provence megyében. Lakosainak száma 195 fő (2022. január 1.). Saint-Paul-sur-Ubaye La Condamine-Châtelard, Ceillac, Crévoux, Saint-Véran, Vars, Bellino, Pontechianale, Acceglio és Val-d'Oronaye községekkel határos.

## Népesség
A település népessége az elmúlt években az alábbi módon változott:
| Lakosok száma | 232  | 208  | 198  | 220  | 208  | 200  | 186  | 180  | 177  | 195  |
|               | 1968 | 1982 | 1990 | 2006 | 2013 | 2015 | 2017 | 2019 | 2020 | 2022 |